# Lindita Idrizi
Lindita Idrizi, née le 4 novembre 1996 à Elbasan, a été élue Miss Univers Albanie 2016. Elle est la 14e Miss Univers Albanie. 
Elle a été élue Miss Europe Continental 2015. Elle est la première albanaise à remporter le titre de Miss Europe Continental.

## Biographie

### Carrière de mannequin
Lindita Idrizi a commencé sa carrière de mannequin après avoir remporté le titre de Miss Elbasan 2014. Plus tard, elle participe à Miss Albanie 2014 le 28 juin 2014 où elle remporte le prix de Miss Cotonella. Elle a reçu également un contrat d'exclusivité pour devenir l'égérie de Cotonella en Albanie. Pendant ce temps, elle a posé pour plusieurs campagnes publicitaires en Albanie et au Kosovo. Elle est ensuite partie en Italie, plus particulièrement à Naples et à Milan.  
Elle a admis en 2015 qu'on lui avait proposé d'avoir des rapports sexuels en échange d'une carrière réussie lorsqu'elle était âgée de 16 ans. Une proposition qu'elle avait refusé.

### Élection Miss Univers Albanie 2016
Lindita Idrizi est élue puis sacrée Miss Univers Albanie 2016 le 2 juin 2016 au Revista Who à Tirana. Elle succède à Megi Luka, Miss Univers Albanie 2015. La même soirée, le titre de Miss Monde Albanie 2016 fut attribué à sa première dauphine, Endrra Kovaci.
Ses dauphines :
- 1re dauphine: Endrra Kovaci
- 2e dauphine: Kosovare Neziri

#### Parcours
- Miss Elbasan 2014.
- Candidate à Miss Albanie 2014.
- Miss Europe Continental 2015 à Naples, en Italie.
- Miss Univers Albanie 2016 au Revista Who à Tirana.
- Candidate à Miss Univers 2016 à Pasay, aux Philippines.